# 삼차 탄소
| 삼차 탄소                                                 |
| --------------------------------------------------------- |
|                                                           |
| 아이소뷰테인의 구조식(삼차 탄소는 빨간색으로 강조 표시됨) |

삼차 탄소(三次炭素, 영어: tertiary carbon atom)는 세 개의 다른 탄소 원자와 결합하고 있는 탄소 원자이다. 이러한 이유로 삼차 탄소 원자는 4개 이상의 탄소 원자를 가지고 있는 탄화수소에서 발견된다. 3차 탄소 원자는 가지가 있는 알케인에서 존재할 수 있지만, 선형 알케인에서는 존재할 수 없다.
|                        | 일차 탄소     | 이차 탄소     | 삼차 탄소     | 사차 탄소     |
| 일반 구조 (R = 유기기) | frameless=1.0 | frameless=1.0 | frameless=1.0 | frameless=1.0 |
| 부분 구조식            | frameless=1.0 | frameless=1.0 | frameless=1.0 | frameless=1.0 |

## 같이 보기
- 일차 탄소
- 이차 탄소
- 사차 탄소